# Frenulum clitoridis
El frenillo del clítoris, es el frenillo que sostiene el clítoris. Se encuentra justo debajo del glande y sobre el orificio uretral externo.
Se forma por la inserción de las hojas posteriores de los labios menores de la vagina en la parte posterior del clítoris.